# NGC 4095
NGC 4095 is een elliptisch sterrenstelsel in het sterrenbeeld Hoofdhaar. Het hemelobject werd op 26 april 1785 ontdekt door de Duits-Britse astronoom William Herschel.

## Synoniemen
- MCG 4-29-22
- ZWG 128.25
- PGC 38324